# Santo Tirso, Couto (Santa Cristina e São Miguel) e Burgães
Santo Tirso, Couto (Santa Cristina e São Miguel) e Burgães (llamada oficialmente União das Freguesias de Santo Tirso, Couto (Santa Cristina e São Miguel) e Burgães) es una freguesia portuguesa del municipio de Santo Tirso, distrito de Oporto.

## Historia
Fue creada el 28 de enero de 2013 en aplicación de una resolución de la Asamblea de la República de Portugal promulgada el 16 de enero de 2013 con la unión de las freguesias de Burgães, Santa Cristina do Couto, São Miguel do Couto y Santo Tirso, pasando su sede a estar situada en la antigua freguesia de Santo Tirso.

## Demografía
| Gráfica de evolución demográfica de Santo Tirso, Couto (Santa Cristina e São Miguel) e Burgães entre 2011 y 2021 |
| |
| Datos según el nomenclátor publicado por el INE portugués.                                                       |